# Grevillea dilatata
Grevillea dilatata là một loài thực vật có hoa trong họ Quắn hoa. Loài này được (R.Br.) Downing mô tả khoa học đầu tiên năm 2004.